# موش کور اسپانیایی
موش کور اسپانیایی (نام علمی: Talpa occidentalis) نام یک گونه از سرده موش کورهای اروپایی است.